# Hearst (Ontario)
Hearst (offiziell Town of Hearst) ist eine Gemeinde im Nordosten der kanadischen Provinz Ontario. Die Stadt liegt im Cochrane District und hat den Status einer Single Tier (einstufigen Gemeinde).
Wie bei den meisten Gemeinden im Nordontario geht die europäisch geprägte Gemeindeentstehung zurück auf die Ankunft der Eisenbahn, hier die Strecken der National Transcontinental Railway im Jahr 1912 und kurz darauf die der Algoma Central and Hudson Bay Railway im Jahr 1914.

## Lage
Hearst liegt im Nordosten der Provinz, in einem bewaldeten Gebiet mit vielen kleinen Seen und Bächen und wird vom Mattawishkwia River durchflossen. Hearst grenzt an keine andere Gemeinde, sondern ist vollständig von gemeindefreiem Gebiet der Bezirks („Cochrane, Unorganized, North“) umgeben. Hearst liegt etwa 195 Kilometer Luftlinie nordwestlich von Cochrane bzw. etwa 740 Kilometer Luftlinie nordnordwestlich von Toronto.

## Bevölkerung
Der Zensus im Jahr 2016 ergab für die Gemeinde eine Bevölkerungszahl von 5070 Einwohnern, nachdem der Zensus im Jahr 2011 für die Gemeinde noch eine Bevölkerungszahl von 5090 Einwohnern ergeben hatte. Die Bevölkerung hat damit im Vergleich zum letzten Zensus im Jahr 2011 minimal um 0,4 % abgenommen, während der Provinzdurchschnitt bei einer Bevölkerungszunahme von 4,6 % lag. Im Zensuszeitraum von 2006 bis 2011 hatte die Einwohnerzahl in der Gemeinde noch deutlich um 9,4 % abgenommen hatte, während die Gesamtbevölkerung in der Provinz um 5,7 % zunahm.

### Sprache
In der Gemeinde lebt eine große Anzahl von Franko-Ontariern. Bei offiziellen Befragungen im Rahmen des Zensus 2016 gaben mehr als 85 % der Einwohner an Französisch als Muttersprache oder Umgangssprache zu verwenden. Hearst gehört zu den Gemeinden mit dem höchsten Anteil an französischsprachigen Einwohnern in der Provinz. Auf Grund der Anzahl der französischsprachigen Einwohner gilt in der Gemeinde der „French Language Services Act“. Obwohl Ontario offiziell nicht zweisprachig ist, sind nach diesem Sprachgesetz die Provinzbehörden verpflichtet, ihre Dienstleistungen in bestimmten Gebieten auch in französischer Sprache anzubieten. Die Gemeinde selber gehört auch der Association française des municipalités d’Ontario (AFMO) an und fördert die französische Sprachnutzung ebenfalls auf Gemeindeebene.

## Verkehr
Hearst wird in Ost-West-Richtung durch den King’s Highway 11, welcher hier Teil des Trans-Canada Highway Systems ist, erschlossen. Außerdem ist die Gemeinde an eine Eisenbahnstrecke der Ontario Northland Railway (ONR), auf der nur Güterverkehr erfolgt, angeschlossen. Die Strecke der ONR endet in Hearst, während von hier eine andere Strecke der Canadian National Railway nach Süden führt. Durch die Ontario Northland Transportation Commission werden Busverbindungen mit verschiedenen anderen Orte angeboten.

## Söhne und Töchter der Stadt
- Claude Larose (* 1942), Eishockeyspieler und -trainer
- Claude Giroux (* 1988), Eishockeyspieler